# Бадоере (Тревизо)
Бадоере је насеље у Италији у округу Тревизо, региону Венето.
Према процени из 2011. у насељу је живело 2165 становника. Насеље се налази на надморској висини од 22 м.